# Markus Vogl

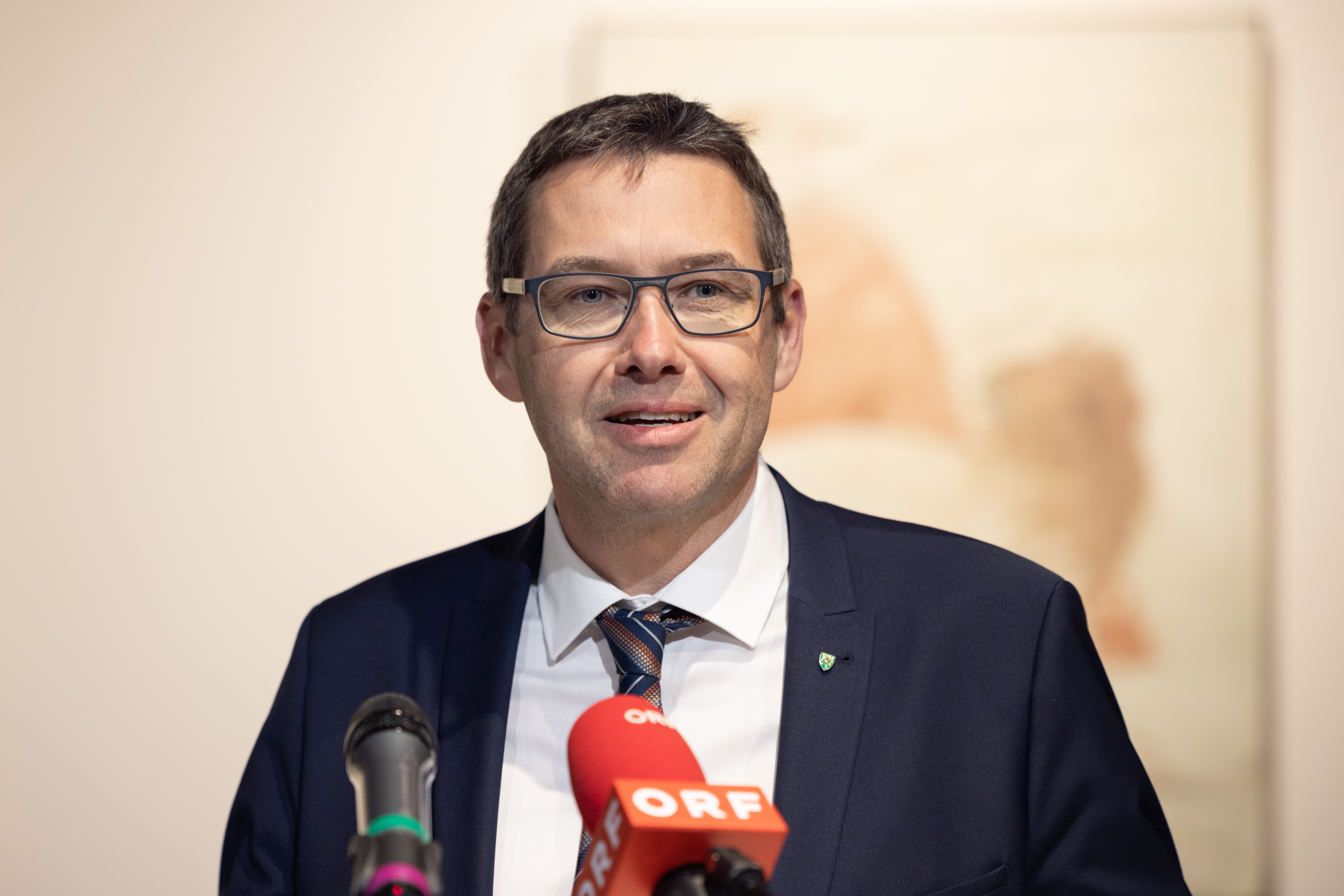
Markus Vogl 2023

Markus Vogl (* 27. November 1970 in Steyr) ist ein österreichischer Politiker (SPÖ) und Angestelltenbetriebsratsvorsitzender. Er war von 2013 bis zum 6. Jänner 2021 Abgeordneter zum Österreichischen Nationalrat. Seit 4. November 2021 ist er Bürgermeister der Stadt Steyr.

## Ausbildung und Beruf
Vogl besuchte zwischen 1977 und 1981 die Volksschule St. Anna bei Steyr und absolvierte in der Folge von 1981 bis 1985 die Hauptschule St. Anna bei Steyr. Er wechselte danach 1985 an die HTL Steyr und besuchte dort die Fachrichtung Kraftfahrzeug und Maschinenbau. 1990 schloss er die HTL mit der Matura ab. Nach der Matura absolvierte Vogl noch 1990 den Präsenzdienst und leistete Assistenzeinsatz im Grenzgebiet des Burgenlandes. Beruflich ist er seit 1991 in der Entwicklungsabteilung bei MAN Truck & Bus tätig, wobei er seit 2010 als freigestellter Angestelltenbetriebsratsobmann tätig ist. Parallel zu seinem Engagement in Gewerkschaft und Betriebsrat besuchte Vogl von 2000 bis 2002 die Gewerkschaftsschule sowie 2006 die Otto Möbes Akademie Graz. Durch seine Betriebsratstätigkeit war er ab 2010 vom Betriebsrat delegiertes Mitglied des Aufsichtsrates der MAN Nutzfahrzeuge Österreich AG bzw. der MAN Truck & Bus Österreich AG sowie seit 2013  Mitglied des Aufsichtsrates der TIC Technology & Innovation Center Steyr GmbH sowie Mitglied des Aufsichtsrates der Wirtschafts- und Dienstleistungspark Stadtgut Steyr GmbH. Mit Ende Oktober 2019 hat er alle seine Funktionen bei MAN zurückgelegt und hat auf eigenen Wunsch das Unternehmen verlassen.

## Politik und Funktionen
Vogl begann seine politische Karriere 1998 als Ersatzbetriebsrat bei MAN im Bereich Technik und fungierte in der Folge von 2002 bis 2007 als Betriebsrat. 2007 stieg er zum stellvertretenden Vorsitzenden des Angestelltenbetriebsrats auf, dessen Vorsitz er 2010 übernahm. Daneben war er zwischen 2010 und Juli 2012 Vorsitzender der Gewerkschaft der Privatangestellten, Druck, Journalismus, Papier (GPA-djp) im Bezirk Steyr und ist seit 2010 Mitglied des Bundesvorstandes der GPA-djp. Zudem ist er Vorsitzender im Wirtschaftsbereich 2 – Metall, Maschinen-, Fahrzeugbau der GPA-djp und Mitglied im Präsidium der Region Steyr des Österreichischen Gewerkschaftsbundes (ÖGB). Seit 2009 ist er zudem Vorsitzender der Sektion 16 Stein/Gleink der SPÖ Steyr, 2010 übernahm er den Vorsitz der Fraktion Sozialdemokratischer Gewerkschafter (FSG) von Steyr, 2012 wurde er zum Bezirksparteivorsitzenden der SPÖ Steyr Stadt und Steyr Land gewählt. Er kandidierte bei der Nationalratswahl 2013 für die SPÖ und erreichte ein Mandat im Regionalwahlkreis Traunviertel. Er wurde am 17. Dezember 2013 als Abgeordneter angelobt und hatte diese Funktion bis zum 6. Jänner 2021 inne.
Ab 7. Jänner 2021 war er Vizebürgermeister der Stadt Steyr und designierter Nachfolger für Bürgermeister Gerald Hackl, der im Herbst 2021 aus dem Amt schied. Am 4. November 2021 wurde er von Landeshauptmann Thomas Stelzer als Bürgermeister angelobt.